# شیرویه
قُباد دوم (به پارسی میانه: 𐭪𐭥𐭠𐭲 کَوات؛ ۵۹۰ – ۶۲۸ میلادی) یا شیرویه بیست‌وهشتمین شاهنشاه ایران و انیران از خاندان ساسان در ایران‌شهر بود که از ۲۴ فوریهٔ سال ۶۲۸ میلادی به مدت چند ماه پادشاهی کرد. شیرویه پسر خسرو پرویز و مریم دختر موریکیوس، امپراتور بیزانس است. او علیه پدرش دست به کودتایی خونین زد. شیرویه در فهرست پادشاهان ساسانی، قَباد دوم است، اما در فهرست عمومی شاهان ایران باستان، با احتساب کیقَباد کیانی که به قَباد بزرگ شهرت داشته، قباد سوم به‌شمار می‌آید.

## پیش‌زمینه
در ۶۲۷ میلادی هراکلیوس مصمم شد که به طرف دستگرد برود. این محل در فاصلهٔ ۱۲۰ کیلومتری تیسفون، پایتخت خسرو پرویز بود. در ۱۲ دسامبر، در نزدیکی بغداد کنونی، جنگی که به نام نبرد نینوا معروف است، بین رومیان و ایرانیان رخ داد. در این گرفتاری ترسی بر خسرو مستولی شد که در نتیجهٔ آن قشون ایران را رها نموده، فرار کرد با وجود این لشکر ایران مقاومت نموده و توانستند دشمن را در دستگرد متوقف کرده و از پیشروی هراکلیوس به سمت تیسفون جلوگیری نمایند. طغیان ناگهانی دجله و فرات و خرابی قسمتی از ایوان کسری در این اوقات برای خسرو فرصت و حوصلهٔ توقف در تیسفون را باقی نگذاشت. شکسته شدن سدها کشتزارهای اطراف را به باتلاق تبدیل کرد و ناکامی خسرو در ترمیم ویرانی‌ها یک نشانهٔ بارز انحطاط دولت ساسانیان، در انظار عامه تلقی گشت. خسرو همراه زن محبوبش شیرین و دو پسر او مردانشاه و شهریار، از دجله عبور کرد و به ویه اردشیر در قسمت غربی دجله رفت.
در این روزهای بحرانی، نفوذ زن مسیحی خسرو به نام شیرین به قدری بود که شاه بالاخره درصدد درآمد به جای پسر بزرگش شیرویه، مردانشاه پسرش از شیرین را - که کودکی خردسال بیش نبود - به ولیعهدی انتخاب کند. مسئلهٔ انتخاب ولیعهد، در این هنگام که پادشاه ضعیف و بیمار شده بود، نمی‌توانست با مداخلهٔ بزرگان و نجبا برخورد نکند. ناخرسندی نجبا از انتخاب مردانشاه با سعی شیرویه جهت نیل به حق خویش، خسرو را با یک توطئهٔ خانوادگی خونین روبه‌رو کرد. برخی از بزرگان هم به شیرویه پیوستند؛ از جمله شمطا پسر یزدین و مهرهرمزد پسر مردانشاه که پدران هر دوشان پاذگوسپان بودند و خسرو آنها را به قتل رسانده بود. پس به فرمان شیرویه، قلعه فراموشی را گشودند و عدهٔ زیادی از زندانیان سیاسی نجات یافته از آن، به هواخواهی شیرویه برخاستند.

## کشته‌شدن خسرو پرویز و پادشاهی شیرویه

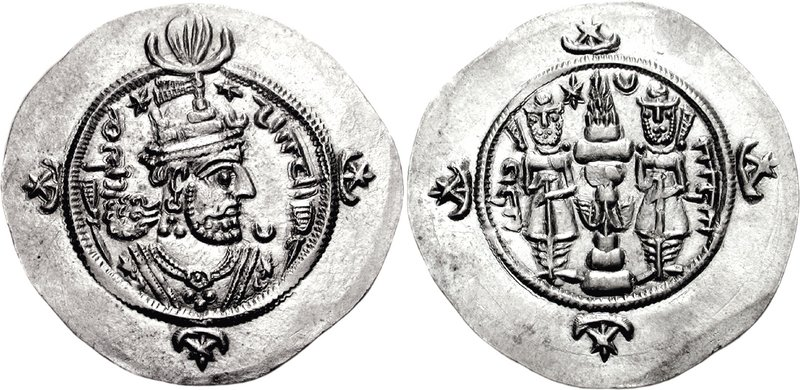
درخم قباد دوم

پس شیرویه خود را پادشاه خواند. همان شب نگاهبانان سلطنتی از قصری که خسرو با شیرین در آنجا خفته بودند، بیرون رفتند و سپیده دم از هر سو این بانگ برخاست «کواذ شاهنشاه» خسرو هراسان و بیمناک پای به گریز نهاد و خود را در باغ قصر پنهان کرد ولی او را یافته و دستگیر کردند و در خانه‌ای که موسوم به خانهٔ هندو بود و انبار گنج محسوب می‌شد جای دادند گویند یکی از کفشگران در راه به آن جماعت که خسرو پرویز را می‌بردند مصادف شد و شاه را در دید که روی او را پوشانده بودند، او را شناخت و با قالب کفشی که در دست داشت ضربتی به او نواخت اما سربازی که همراه شاه بود، از این کار به خشم آمده، شمشیرش را کشید و سر کفشگر را از تنش جدا کرد.
خسرو به دستور شیرویه توسط گلینوش زندانی شد. خسرو از پادشاهی خلع شده و در روز ۲۳ یا ۲۴ فوریه ۶۲۸ میلادی محبوس گردید. خسرو پیش از مرگ جواب قسمتی از اتهامات خود را داد. محاکمه و دفاعیات خسرو پرویز، در تاریخ طبری ثبت شده‌است. پس از زندانی شدن خسرو بزرگان پارس پیش شیرویه آمدند و گفتند یک کشور دو شاه نباید داشته باشد یا بگو خسرو را بکشند، تا بندگان و فرمانبران تو باشیم یا تو را خلع کنیم و فرمانبردار خسرو شویم. شیرویه متحیر شد و دانست که اگر پدرش به قدرت بازگردد، همان آن که بنشیند، او را بکشد، پس تصمیم به کشتن پدر گرفت.
هفده یا هجده پسر خسرو که نامشان در روایت حمزه اصفهانی هست، به امر شیرویه اعدام شدند. سرانجام پنج روز بعد از دستگیری، خسرو پرویز در زندان به دست مهرهرمزد پسر مردانشاه، به قتل رسید.
وی پس از کشتن پدر، با نام قباد دوم بر تخت نشست و چند ماه سلطنت کرد. وی با رومیان صلح کرد. مرزهای دو کشور به حال قبل از جنگهای خسرو درآمد و اسیران دو جانب آزاد شدند و صلیب راستین به رومیان باز داده شد. شیرویه بعد از چند ماه، به بیماری طاعون درگذشت.
دست‌کم از دو اپیدمی مشخص بیماری طاعون در زمان جانشینان خسروپرویز آگاه هستیم. نخستین آنها طاعون شیرویه است که نام خود را از قباد دوم گرفته‌است. این طاعون در ۶۲۷ – ۶۲۸ میلادی در تیسفون رخ داد و شیرویه به گمانی در اثر این بیماری در ۶۲۹ میلادی درگذشت. سیوطی نیز از واگیر طاعون یزدگردی، در بین سال‌های ۶۳۴ – ۶۴۲ میلادی گزارش می‌دهد، یعنی زمانی که مهم‌ترین نبردهای دولت ساسانی با سپاه اعراب در قادسیه (۶۳۶ میلادی)، جلولا (۶۳۷ میلادی) و نهاوند (۶۴۲ میلادی) رخ داد.

## شیرویه در فرهنگ عمید

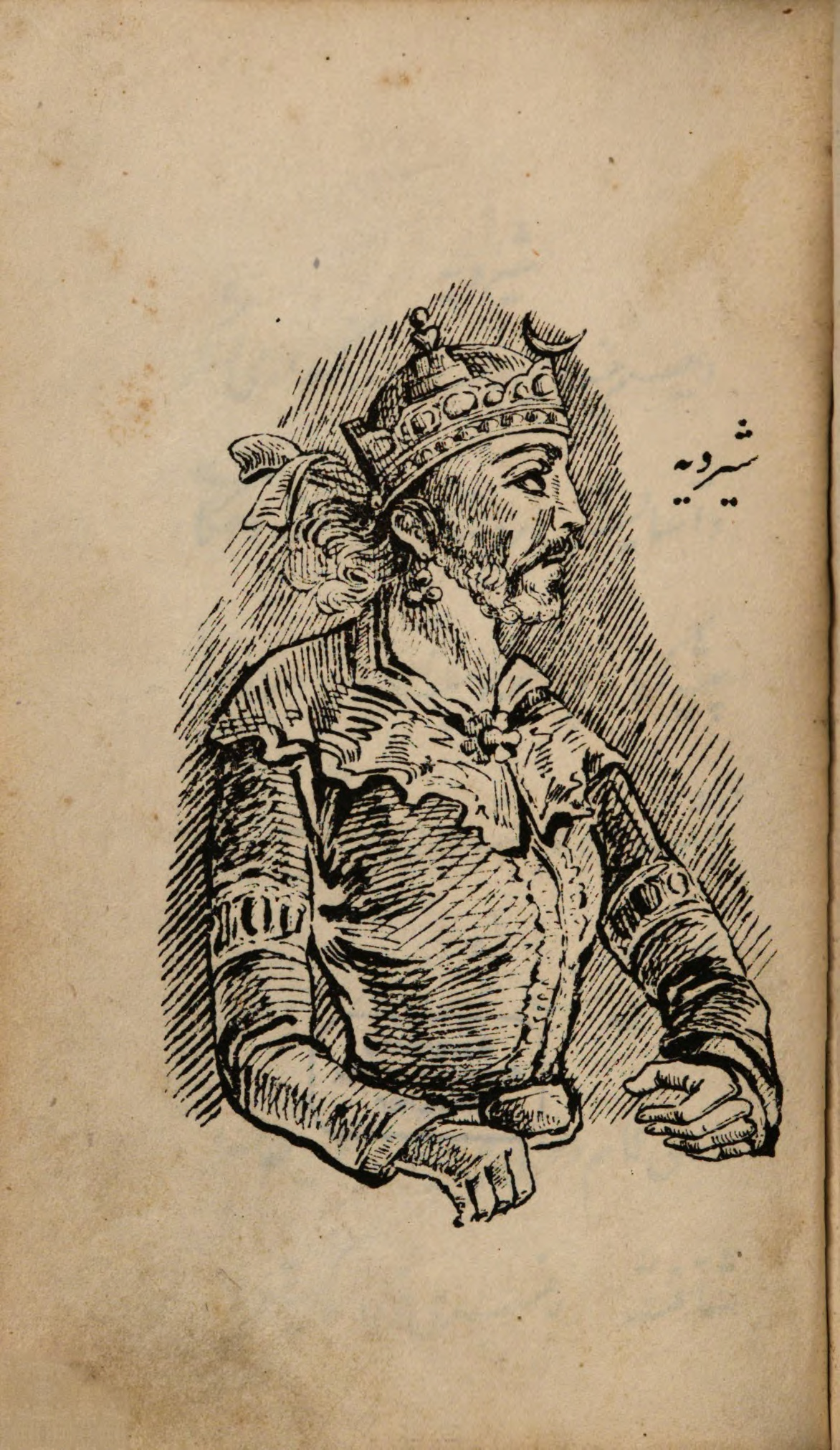
نگاره‌ای از شیرویه در نامهٔ خسروان

نامی فارسی، (به کسر شین و ضم را و فتح یا) «قباد دوم» پسر خسرو پرویز، در ۶۲۸ میلادی؛ که خسرو پرویز از سلطنت خلع گردید به پادشاهی رسید، پدر خود را کشت و ۱۷ تن از برادران خود را به قتل رسانید، خود او نیز پس از شش ماه پادشاهی درگذشت، بعضی گفته‌اند که شیرین او را زهر داد و هلاک کرد و بعضی دیگر مرگ او را در اثر بیماری طاعون دانسته‌اند که آن موقع در ایران بروز کرد و جمع کثیری را هلاک ساخت، او را شیرو و شیروی و شارویه نیز گفته‌اند.